# Jak słońce
Jak słońce to zbiór opowiadań indyjskich wybranych przez R.Frelka: tłumaczenie z angielskiego: Z. Kierszys i T.J. Dehnej. Wydawnictwo Książka i Wiedza, 1966 rok. Tytuł zbioru jest tytułem jednego z opowiadań R.K. Narayana.

## Khwaja Ahmad Abbas

### 1000 nocy na łożu z kamieni(One Thousand Nights on a Bed of Stones)
Dwudziestoparoletni, ufny chłopak przyjeżdża z Uttar Pradesh do Bombaju. Z kilkoma rupiami w kieszeni, świadectwem ukończenia szkoły i nadzieją na sukces. Daremnie całymi dniami szuka pracy. Nie chcąc być ciężarem dla przyjaciela znajomego, u którego nocuje, po miesiącu zaczyna spać na ulicy. Okradziony już pierwszej nocy, podgryzany przez szczury śpi to naprzeciwko banku, to hotelu Taj Mahal. Leżąc na ulicy podgląda wielki świat. Potem kolejne miejsce. Pod mostem przykryty plakatem filmowym. Coraz słabszy, coraz bardziej bezsilny. Nadzieja powraca do jego serca, gdy obok niego znajduje na chodniku nocleg bezdomna dziewczyna Champa ze swoim psem Moti.

### Wróble(Sparrows)
Ciężko pracujący na roli muzułmanin Rahim Khan nienawidzi całego świata. We wszystkich wzbudza też strach lub złość. Bije swoje woły, bije dzieci sąsiadów. Od jego gniewu i ciężkiej ręki kolejno uciekło dwóch synów: Nuru i Bundu. Pewnego dnia nie zastaje też w domu bitej i dręczonej wciąż żony. Pojechała do brata, ale Rahim wie, że nigdy do niego nie wróci. Samotnie wspomina ostatnie 30 lat, które butnego, pełnego nadziei chłopca uczyniły zgorzkniałym wrogiem siebie i innych. Przypomina sobie, jak kolejno odbierano mu nadzieje na wymarzoną pracę w cyrku, na ślub z ukochaną hinduską Radhą, a w końcu moment, gdy uwięziony decyzjami ojca przysiągł światu zemstę. "Wesoły poczciwiec przemienił się w znienawidzoną przez wszystkich bestię". Czy to wspomnienia, czy nagle ciążąca mu samotność sprawiły, że Rahim po raz pierwszy od lat powstrzymuje się przed wyżyciem swego gniewu na kimś. Ogarniając chatę zawahał się przed strąceniem gniazda z pisklętami wróbli i ta jedna decyzja wstrzymania się od naturalnego dotychczas dla niego niszczenia, zaczyna zmieniać jego serce. Pustkę chaty wypełnia obecność czwórki wróbli. W Rahimie budzi się troskliwość wobec swoich przyjaciół, szczególnie wobec dwójki młodych, które nazywa Nuru i Bundu.

### Niedoręczony list(Dead Letter)
Sudhir Saxena, urzędnik Indian Civil Service to człowiek, któremu ludzie zazdroszczą szczęścia. Dobra posada, pozycja w społeczeństwie, piękna, wykształcona zona i troje dzieci: Randhir, Usha i Shanti. Jedyne czego brakuje Sudhirowi, to miłość żony. Jej wiecznie posłuszna i obojętna zgoda na wszystko budzi w nim niedosyt. Pewnego dnia do Bimli przychodzi list, który wyjaśnia Sudhirowi tajemnicę jej obojętności.

## S. Muzumdar–Tron świętego męża(The Holy Man's Seat)
Historia Gangadasa, sługi Gangesu, który od trzech pokoleń pali zwłoki nad rzeką byle jak odprawiając obrzędy pogrzebowe. Z pozoru pobożnie poruszając ustami podczas modlitw za zmarłych, myśli tylko o zyskach. Naprawdę szczerze modli się tylko o epidemię, która dla niego oznacza wiele trupów do spalenia. Pewnego dnia w jego życiu pojawia się pustelnik. Wyrzucając mu krzywdy jakie uczynił tysiącom zmarłym zaniedbując wobec nich rytuał pogrzebowy, domaga się od niego świeżych zwłok, z których chce dla siebie uczynić tron do medytacji.

## Tara Shankar Bandyopadhyay–Zaklinacz wężów( The Snake- Charmer) – opow.bengalskie
Kulawy Shek odrzucający ludzi swoim wyglądem ma tylko jedną miłość – węże. Gdy zdobędzie węża, zarabia świetnie jako zaklinacz, rozrzutnie kupując sobie opium, ganję i trunki. Jego żona Zobeida Bibi znosi go takim, jaki jest, ale gdy raz przychodzi on otulony wężem, całując go w pysk, ozdabiając kolczykiem, ogarnia ją wzburzenie. Oszołomiona patrzy, jak Shek cynobrową farbą znaczy łeb kobry czyniąc ją swoją drugą żoną. Pewnego dnia chatę wypełnia nowy zapach. Dojrzała do połączenia się z samcem kobra, zaczyna go przyzywać zapachem.

## Ghulam Rabani Sindhi–Potop(The Deluge) – opow. wsindhi
Historia biednego chłopa Isy, który z żoną i dziećmi żyje na obwałowaniu kanału. Często głodny, męczony przez moskity, lecząc dzieci z malarii, przenosząc się w czas powodzi na wyżej położone rejony. Mimo to pogodzony z losem. Podczas jednej z takich powodzi zostaje przymuszony przez miejscowego bogacza Waderę do budowania wału chroniącego jego dom przed wzbierającymi groźnie wodami.

## Mulk Raj Anand–Kłamca(The Liar)
Stary myśliwy, Labhu to urodzony gawędziarz. Kłamstwa dodają kolorytu jego opowiadaniom. Historie Labhu przekazuje nam zasłuchany w jego słowa chłopiec. Pewnego dnia Labhu został zatrudniony podczas wyprawy łowieckiej w Himalaje. Z podróży tej wraca przemieniony, milczący, mówiący do siebie, na ludzi patrzący wilkiem. Lojalny wobec niego chłopiec próbuje przedrzeć się przez nieufność gawędziarza.

## Raj Gill–Ciocia Sukho(Aunty Sukho)
To historia Sukho, którą jako pannę poślubioną Babu Harnam Singhowi wioska przyjmuje szyderstwami, kpiąc z pazerności jej rodziców. Wkrótce jednak charakter Sukho każe wszystkim zapomnieć o tym, że weszła w społeczność wioski jako wyśmiewana sprzedana panna młoda. Jej dyskrecja, gotowość do pomocy, umiejętność słuchania zjednują Sukho serce wioski. Ale gdy zaledwie po kilku latach małżeństwa zostaje wdową z dwoma synkami początkowe współczucie zastępuje powszechne oburzenie. Ludzie nie mogą pojąć, czemu Sukho nie chce szukać oparcia w mężczyźnie poślubiając następnego. Napastowana zaczyna chodzić z lathi, kindżałem sikhów. Odwaga, waleczność i cięty język Sukho znów pozwolają jej odzyskać miejsce w społeczności. Staje się nie do zastąpienia w radach, w krytycznym odsłanianiu prawdy i w pomocy, także przy chorych, a potem i umierających. Jednak jej częsta obecność przy łożu tych, którzy odchodzą, budzi w ludziach przesądny strach. Ciocię Sukho zaczęto kojarzyć ze śmiercią.

## Achntya Kumar Sen-Gupta–Nurbanu(The Divorcee- opow.bengalskie)
W szczęśliwym dotychczas, choć przeżywanym w biedzie, muzułmańskim małżeństwie Kurmana u Nurbanu dochodzi do konfliktu. Kurman czuje się zazdrosny o Nurbanu uwodzoną i obsypywaną podarunkami przez swego pracodawcę. Kolorowe wstążki, szklane bransoletki. Zrywane, tłuczone. Potem odkupywane przez męża i ze łzami nakładane na ręce żony. To tkliwość, to zazdrość. Mimo że Nurbanu ze wstrętem unika zalotów Ukkiladi, Kurman fałszywie odczytawszy scenę spotkania żony z bogaczem, w gniewie krzyczy do niej trzykrotnie słowo "Talak, talak, talak". Rada wioski, panczajat, uznaje, że zgodnie z muzułmańskim prawem rozwodowym Nurbanu przestaje być żoną Kurmana. Żałujący swego gniewu mąż daremnie próbuje cofnąć wypowiedziane słowa. Decyzją rady starszyzny wioski może ponownie poślubić Nurbanu, ale dopiero wtedy, gdy po trzech miesiącach iddat, czystości poślubi ona kogoś i ten ktoś się z nią od razu rozwiedzie. Uszczęśliwiony nadzieją na odzyskanie ukochanej żony Kurman słyszy, że mężczyzną gotowym ją poślubić jest... Ukiladdi.
- Bhagawati Charan Varma – Tchórzostwo (The Cowardice)

## C. V. Raghavan–Bransolety(Bangles)- opow.tamilskie
Sridhar i Malathi po uzgodnieniu horoskopów i wróżbie kwiatów potwierdzającej wybór rodziców, wymieniwszy się w świątyni girlandami stają się mężem i żoną. Nie pozwalając Malathi nosić bransolet miedzianych Sridhar wciąż obiecuje jej złote. Na razie pieniądze potrzebne są jednak na co innego. Nie mogąc się doczekać upragnionych ozdób, zmęczona tłukącymi się tanimi bransoletami ze szkła Malathi sama kupuje sobie kauczukowe. Gdy wreszcie w tamilskie święto lamp Kathikai Deepam Sridhar zdobywszy się na zakup złotych bransolet wraca do żony, zaskakuje go panująca w domu ciemność.

## K. T. Mohammad–Oczy(Eyes) – opow.malajalam
Kulawy, oszpecony dziobami po ospie muzułmanin Abdulla kuli się od wyzwisk: "pokraka, czarna małpa!". Od jego brzydoty odwraca się każda twarz. Goni go cudzy śmiech. Matka daremnie szuka kogoś, kto chciałby poślubić Abdullę. Udręczona troską umiera. Ale samotność Abdulli wreszcie się kończy. Zdobywa on miłość hinduski Leeli. Tylko niewidoma żebraczka patrząc na niego nie oczyma, ale sercem obdarza go głęboką miłością. Bez swatów, bez kapłana sami sobie ślubują żyć razem aż do śmierci. Pewnego dnia okazuje się, że ślepotę Leeli można uleczyć. Abdulla boi się powiedzieć o tym żonie. Boi się, że patrząca na niego dotychczas sercem Leela porzuci go.

## Khushwant Singh

### Gwałt(The Rape)
Rozżalony Dalip Singh pielęgnuje swój gniew wobec stryja Bantu Singha. Zabiwszy mu ojca stryj wydziedziczył go z ojcowizny, uczynił z niego ciężko harującego nędzarza. Teraz Dalip spode łba podglądając syte życie stryja czuje wściekłość. Ale nie tylko. Widok córki stryja, zmysłowej Bindo budzi jego pożądanie. Wraz z rosnącym upałem, rośnie wściekłość i pożądanie Dalipa. Pewnego razu chłopak zastawszy Bindu samą nad strumieniem, gwałci ją. Cała wioska słucha z napięciem rozprawy. Zrozpaczony, osaczony Dalip przekonuje sąd, że Bindu sama tego chciała. Pada pytanie "czy przyszłaś do oskarżonego z własnej woli?".

### Kiedysikhspotka sikha(When Sikh Meets Sikh)
"Kiedy sikh spotyka sikha obydwaj mówią "Sut Sree Akal, co znaczy "Bóg jest prawdą". Często jeden z nich zaczyna donośnym głosem "Wah guru jee ka Khalsa" (sikhowie są wybrani przez Boga), drugi zaś kończy jeszcze głośniej: "Wah guru jee kee Fateh" (a zwycięstwo będzie z naszym Bogiem). Od tych słów zaczyna się historia spotkania autora z Narinjanem Singhem, ex-farmerem z Pendżabu, zapaśnikiem z Toronto.

### Zamieszki(The Riot)
Wyludnione miasto. Zamknięte sklepy, zaryglowane domy. Po ulicach włóczy się suka Rani, która od lat rodzi swoje szczeniaki w obejściu hinduskiego sklepikarza Rama Jawaya. Mimo sfory uganiających się za nią psów pozostaje w czas rui wierna Motiemu, psu, który jest dumą muzułmanina Ramzana. Teraz jednak z powodu godziny policyjne właściciel zamknął psa. Słysząc jej poszczekiwanie Moti wyrywa się swemu panu i gna przez puste ulice miasta. Ramzan chwytając do obrony nóż biegnie złapać swego ulubieńca. Gdy sfora z ujadaniem zaczyna walczyć o sukę tuż przed sklepem Rama, ten umęczony czuwaniem nad swym mieniem i strachem przed muzułmanami wyskakuje z domu i rzuca w psy kamieniem.Kamień trafia w nadbiegającego Ramzana. Ten z krzykiem "mordują!" wyciąga zza koszuli nóż. Miasto ogarnia krzyk. W ciemności błyskają dzidy, noże, siekiery, leje się nafta, buchają płomienie. Zaczyna się wzajemna rzeź hindusów, muzułmanów i sikhów.

## R.K. Narayan

### Dzień astrologa(The Astrolger's Day)
Z czołem pomazanym świętym popiołem i cynobrem. W szafranowym turbanie, "z błyskiem skupienia wypatrującym klienta, ale przez ludzi odbieranym jako przejaw proroczych natchnień" astrolog całymi godzinami ciężko pracuje przepowiadając ludziom przyszłość. Nie ma wiedzy tajemnej, nie zna nawet swojej przyszłości, ale w ciemności uliczki wysłuchawszy zwierzeń domyśla się tego, co ludzi boli, i tego, co pragną usłyszeć. Pewnego razu zaczepiony przez niego człowiek, rzuca mu wyzwanie. Obiecuje mu dużo pieniędzy, ale nic nie mówiąc o sobie, chce usłyszeć coś znaczącego. Gdy astrolog w błysku zapałki widzi jego twarz, przerażony nie chce mieć z nim nic do czynienia. Przymuszony przez obcego z twarzą z lękiem skrywaną w ciemności, astrolog opowiada mu historię łączącej ich w przeszłości zbrodni.

### Za pół rupii(Half – a Rupee Worth)
Subbiah od dziecka przyuczał się u ojca do prowadzenia sklepiku. Z początku czuł się wśród worków z ryżem jak uwięziony, marzył o rojnych ulicach, kinie, meczach, ale z czasem zaczął widzieć w życiu tylko ryż. "O ryżu śnił, o ryżu myślał, o ryżu mówił". Wzbogacony coraz mniej liczył się z ludźmi. Błaganie pewnego człowieka o garstkę ryżu dla chorej rodziny zadecydowało o radykalnej zmianie w życiu Subbiaha.

### Polowanie na człowieka(Man-Hunt)
Od miesięcy daremnie szukający w Madrasie pracy Sankar z Tandżore wpada na pomysł szybkiego zarobienia większej sumy pieniędzy. Ze zdjęciem wydartym z gazety szuka po całym mieście zaginionego E.D. Gopalkrisznana. Gdy wreszcie wpada na człowieka z fotografii, okazuje się, że odnaleziony sam kogoś szuka.

### Cudowne dziecko(The Performing Child)
Rodzice małej Kutti wiążą z nią wielkie nadzieje. Jej śpiew na cześć Kriszny zachwycił w przedszkolu dwoje ludzi szukających młodych talentów do filmu. Ojciec, który wciąż zamartwia się o pieniądze na kształcenie Kutti, na spłatę rat za mieszkanie jej siostry ożywia się licząc, że talent Kutti pomoże im rozwiązać tyle problemów. Ale małej dziewczynce nie podobają się ludzie, którzy każą jej się ubierać i czesać tak, jak nie lubi. Gdy przychodzą do niej, Kutti znika.

### Jak słońce(Like The Sun)
"Prawda jest jak słońce razi i oślepia każdego, kto patrzy jej prosto w oczy", myśli nauczyciel Sekhar. Postanawia on pewnego razu zrobić eksperyment. Chce przez jeden dzień głosić i przyjmować prawdę bez względu na konsekwencje. Już rano powiedzenie żonie, że przygotowane przez nią jedzenie mu nie smakuje, naraża go na jej gniew. Prawdziwa jednak próba czeka go dopiero w szkole. Jego przełożony, dyrektor szkoły zaprasza go do domu oczekując od niego jako miłośnika i znawcy muzyki oceny. Przekonany o swoim talencie torturuje uszy Sekhara swoim śpiewem. Skończywszy spodziewając się pochwały dopytuje swego podwładnego, co ten sądzi o jego śpiewie.